# Hermann Missenharter
Hermann Missenharter (* 5. Juni 1886 in Stuttgart; † 26. September 1962 in Gerlingen) war ein deutscher Schriftsteller, Kunsthistoriker und Theaterkritiker. Er beschäftigte sich vornehmlich mit der Geistes- und Kulturgeschichte seines Heimatlandes Württemberg.

## Herkunft
Missenharter war der Sohn eines aus Ulm stammenden Postrats und der Stuttgarter Oberhofsängerin Louise Götz, deren Vorfahren im Schwarzwald beheimatet waren. Im elterlichen Haus in Stuttgart wuchs Missenharter mit zwei Schwestern auf.

## Werdegang
Missenharter besuchte das Dillmann-Gymnasium und legte dort sein Abitur ab. Er studierte Neuphilologie an den Universitäten in Leipzig, Paris, London und schließlich in Tübingen und war zunächst Gymnasiallehrer für Englisch und Französisch in Stuttgart.  Nach einem Volontariat bei der Württemberger Zeitung lebte er für ein Jahr als Journalist in Berlin. Dort schrieb er hauptsächlich Theaterkritiken und berichtete im Sommer 1911 im Auftrag von rund fünfzig deutschen Zeitungen über die Krönungszeremonie von König Georg V. aus London. Seit 1911 war er als Theaterkritiker, Herausgeber von Zeitschriften und Verlagslektor in Stuttgart tätig.
Als Feuilletonredakteur und Kritiker bei der Württemberger Zeitung, wechselte er später zum  Stuttgarter Neuen Tagblatt. Von 1919 bis 1922 war er Mitherausgeber der Zeitschrift Der Schwäbische Bund. Seine politische Orientierung war in der Zeit der Weimarer Republik liberal bis konservativ, aber er trat nie einer politischen Partei bei. Als das Stuttgarter Neue Tagblatt 1943 endgültig mit dem Stuttgarter NS-Kurier verschmolz, wechselte er als Lektor zum Cotta-Verlag. Von 1944 bis 1950 war Missenharter, anfangs noch mit Kläre Buchmann, Herausgeber von Schillers ausgewählten Werken in sechs Bänden, mit wissenschaftlichem Anspruch erschienen im Cotta-Verlag.
Seit 1948 war Missenharter Theaterkritiker bei den Stuttgarter Nachrichten. Zu seinem Freundeskreis zählten Walter Erich Schäfer, Theodor Heuss, Henry Bernhard, Erwin Schoettle, Josef Eberle und Gerhard Storz.

## Familie
Missenharter war zweimal verheiratet. Mit seiner ersten Frau hatte er in jungen Jahren zwei Kinder, aber sowohl seine Frau als auch die beiden Kinder aus erster Ehe starben früh. Später gründete er mit seiner zweiten Frau eine neue Familie.

## Veröffentlichungen (Auswahl)
- mit Georg Schmückle: (Hrsg.): Elsaß-Lothringen, Frankreich und wir: Stimmen zur deutschen Selbstbesinnung. Verlag Strecker & Schröder, Stuttgart 1921
- Die Württembergische Metallwarenfabrik Geislingen-Steige. Württembergische Metallwarenfabrik, Geislingen an der Steige (um 1934)
- Und wenn Du in die Fremde gehst, so geh ich leis mit Dir. Cantz-Verlag, Stuttgart (um 1943)
- Kaspar Schiller. Cotta-Verlag, Stuttgart 1944
- Schwäbische Essays. Port-Verlag, Urach 1946
- Liebes altes Württemberg. Cantz-Verlag, Stuttgart (um 1946 erstmals als Manuskript gedruckt)
- Voltaire. Port-Verlag, Urach 1949
- Herzöge, Bürger, Könige: Stuttgarts Geschichte, wie sie nicht im Schulbuch steht. Cantz-Verlag, Stuttgart 1955
- Hundert Jahre Scheufelen in Oberlenningen. Papierfabrik Scheufelen, Oberlenningen 1955
- Das Stuttgart Buch : Grosser Bild- u. Textband. Fotografien von Ludwig Windstosser, Stähle & Friedel, Stuttgart 1960